# 蔡斯·巴丁格
蔡斯·安德魯·巴丁格（1988年5月22日—），生于加利福尼亚州恩西尼塔斯，美国沙灘排球運動員、前篮球运动员，籃球場上位置為小前锋、得分後衛。以白人球员的良好扣篮素质所被人们熟知，曾效力于亚利桑那大学靈貓。在2009年NBA选秀中，巴丁格在第二轮第14顺位被NBA底特律活塞队选中，随后被休斯敦火箭队用未来的第二轮选秀签加上部分现金换得。

## 高中时期
蔡斯在拉考斯特峡谷中学是杰出的篮球和排球运动员。蔡斯的排球也打得很好，可以说是出生于排球家庭，哥哥Duncan Budinger和姐姐Briteny Budinger都是非常出色的排球队员，姐姐曾经在欧洲打过职业排球联赛，哥哥目前正在荷兰职业排球联赛效力。但最终蔡斯还是选择了篮球。

## 大学时期
尽管蔡斯受到了许多美国篮球著名学府的入学通知，包括有南加利福尼亚大学和加利福尼亚大学洛杉矶分校，最终他还是选择就读亚利桑那大学。蔡斯在他的新秀常规赛季中取得场均15.6分，出场了全部30场比赛。在2006年麦当劳扣篮大赛，他预赛排在第一，最终在决赛中取得第二名，蔡斯的扣篮特色是风车式扣篮，弹跳力十分出色，经常在比赛中上演出彩的扣篮技术。
在新秀赛季结束后蔡斯宣布自己将留在亚利桑那大学完成大学二年级的球赛和学业，不打算过早的投机于NBA选秀大会中。

## 職業籃球生涯
2009年NBA选秀，蔡斯·巴丁格在第二轮总第44顺位被底特律活塞队选中，随后被交易至休斯敦火箭队。

## 个人荣誉
- 和凯文·杜兰特分享麦当劳全美明星赛最有价值球员称号
- 法国杜埃举行的耐克青年锦标赛中获得最有价值球员
- 2006 美国青年奥林匹克排球锦标赛U-18组最有价值球员
- 2006 麦当劳全美明星扣篮大赛（McDonald's All-American）亚军
- 2007 Pac-10联盟年度最佳新秀